# Adelaide Clemens
Adelaide Clemens, född 30 november 1989 i Brisbane, är en australisk skådespelare.
Clemens har bland annat medverkat i TV-serierna Rectify (2013-2016) och Justified: City Primeval från 2023. Hon har även medverkat i filmen Den store Gatsby från 2013.

## Filmografi (i urval)
- 2013–2016 – Rectify (TV-serie)
- 2012 – Silent Hill Revelation 3D
- 2013 – Den store Gatsby
- 2022 – Under the Banner of Heaven (TV-serie)
- 2023 – Justified: City Primeval (TV-serie)